# All-Star Game de la ABA 1974

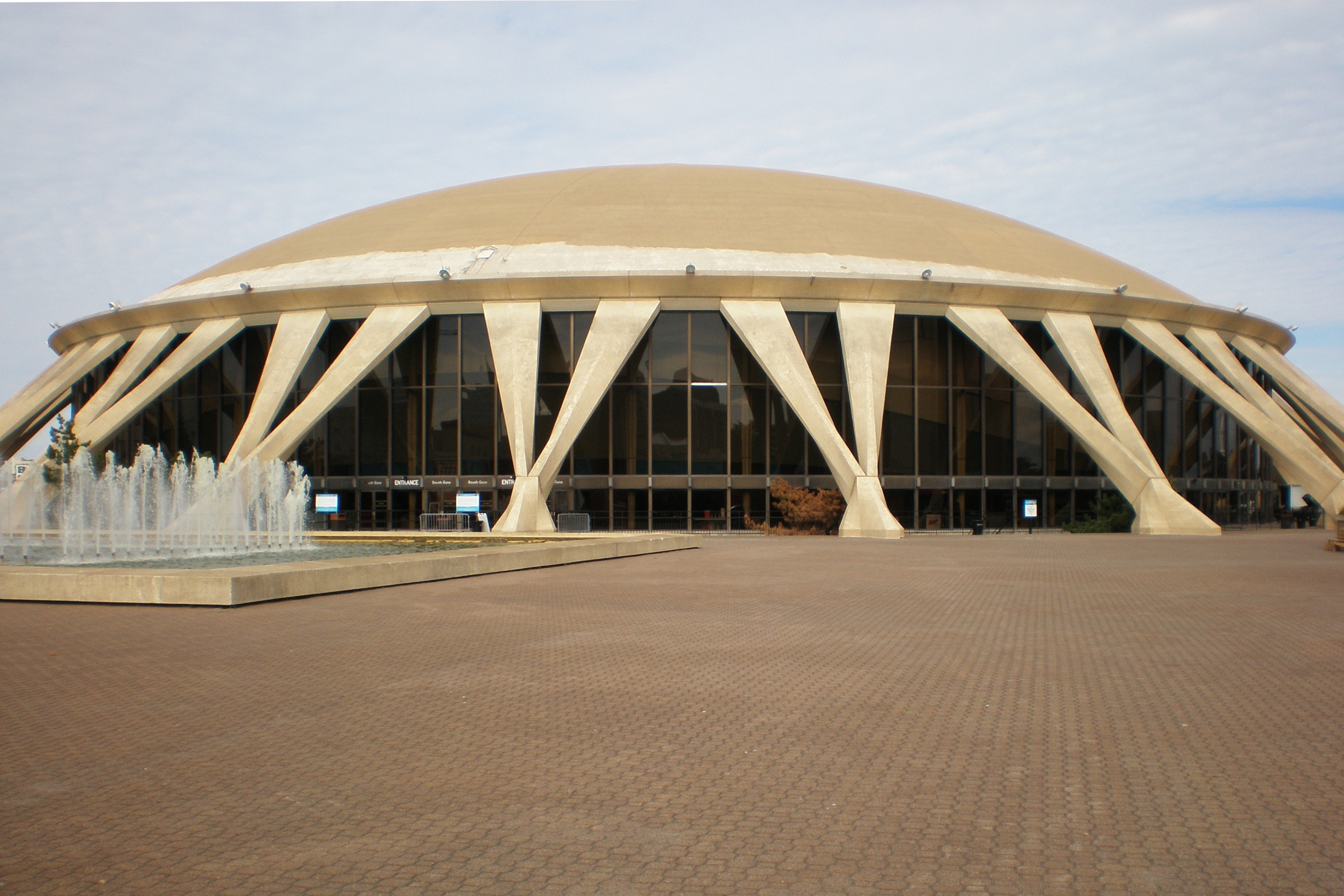
El Norfolk Scope de Norfolk, escenario del partido.

El séptimo  All-Star Game de la ABA de la historia se disputó el día 30 de enero de 1974 en el Norfolk Scope de Norfolk, Virginia. El equipo de la Conferencia Este estuvo dirigido por Babe McCarthy, entrenador de Kentucky Colonels y el de la Conferencia Oeste por Joe Mullaney, de Utah Stars. La victoria correspondió al equipo del Este, por 128-123, siendo elegido MVP del All-Star Game de la ABA el pívot de los Kentucky Colonels Artis Gilmore, que consiguió 18 puntos, 13 rebotes y 4 robos de balón. El partido fue seguido en directo por 10.624 espectadores.

## Estadísticas

### Conferencia Oeste
| CONFERENCIA OESTE       |                         |     |     |     |     |     |     |     |     |     |     |     |    |     |
| Jugador                 | Equipo                  | MIN | TCA | TCI | 3PA | 3PI | TLA | TLI | REB | AST | ROB | TAP | FP | PTS |
| George McGinnis         | Indiana Pacers          | 30  | 7   | 21  | 0   | 0   | 0   | 0   | 11  | 1   | 1   | 0   | 3  | 14  |
| Swen Nater              | San Antonio Spurs       | 28  | 13  | 24  | 0   | 0   | 3   | 4   | 22  | 0   | 0   | 2   | 2  | 29  |
| Jimmy Jones             | Utah Stars              | 25  | 4   | 6   | 0   | 0   | 3   | 5   | 4   | 2   | 0   | 0   | 1  | 11  |
| Willie Wise             | Utah Stars              | 25  | 4   | 12  | 0   | 0   | 0   | 0   | 7   | 0   | 1   | 1   | 1  | 8   |
| Ron Boone               | Utah Stars              | 24  | 7   | 13  | 1   | 2   | 0   | 0   | 3   | 5   | 1   | 0   | 1  | 15  |
| Warren Jabali           | Denver Rockets          | 24  | 3   | 15  | 0   | 5   | 0   | 1   | 2   | 3   | 1   | 0   | 2  | 6   |
| Ralph Simpson           | Denver Rockets          | 23  | 6   | 17  | 0   | 0   | 0   | 0   | 1   | 0   | 1   | 0   | 0  | 12  |
| Stew Johnson            | San Diego Conquistadors | 22  | 3   | 9   | 0   | 2   | 2   | 2   | 4   | 0   | 0   | 0   | 2  | 8   |
| Mel Daniels             | Indiana Pacers          | 20  | 2   | 11  | 0   | 0   | 1   | 2   | 7   | 0   | 0   | 1   | 2  | 5   |
| Rich Jones              | San Antonio Spurs       | 19  | 2   | 11  | 0   | 1   | 0   | 0   | 8   | 2   | 0   | 1   | 4  | 4   |
| Total                   |                         | 240 | 51  | 139 | 1   | 10  | 9   | 14  | 69  | 13  | 5   | 5   | 18 | 112 |
| Entrenador Joe Mullaney | Utah Stars              |     |     |     |     |     |     |     |     |     |     |     |    |     |

MIN: Minutos. TCA: Tiros de campo anotados. TCI: Tiros de campo intentados. 3PA: Tiros de 3 puntos anotados. 3PI: Tiros de 3 puntos intentados. TLA: Tiros libres anotados. TLI: Tiros libres intentados. REB: Rebotes. AST: Asistencias.ROB: Robos de balón. TAP: Tapones. FP: Faltas personales. PTS: Puntos

### Conferencia Este
| CONFERENCIA ESTE         |                   |           |           |           |           |           |           |           |           |     |     |     |    |     |
| Jugador                  | Equipo            | MIN       | TCA       | TCI       | 3PA       | 3PI       | TLA       | TLI       | REB       | AST | ROB | TAP | FP | PTS |
| Artis Gilmore            | Kentucky Colonels | 27        | 8         | 12        | 0         | 0         | 2         | 3         | 13        | 1   | 1   | 4   | 4  | 18  |
| Julius Erving            | New York Nets     | 27        | 6         | 15        | 0         | 0         | 2         | 2         | 11        | 8   | 0   | 3   | 1  | 14  |
| Mack Calvin              | Carolina Cougars  | 27        | 3         | 10        | 0         | 0         | 2         | 3         | 2         | 11  | 1   | 0   | 3  | 8   |
| Dan Issel                | Kentucky Colonels | 26        | 10        | 15        | 0         | 0         | 1         | 1         | 4         | 1   | 1   | 1   | 1  | 21  |
| Ted McClain              | Carolina Cougars  | 25        | 6         | 8         | 0         | 0         | 0         | 0         | 3         | 4   | 2   | 0   | 3  | 12  |
| Louie Dampier            | Kentucky Colonels | 23        | 8         | 12        | 0         | 0         | 0         | 0         | 2         | 1   | 0   | 0   | 0  | 16  |
| Larry Kenon              | New York Nets     | 22        | 8         | 12        | 0         | 0         | 2         | 3         | 6         | 0   | 0   | 0   | 1  | 18  |
| George Thompson          | Memphis Tams      | 21        | 5         | 8         | 0         | 0         | 0         | 0         | 2         | 3   | 0   | 0   | 1  | 10  |
| George Gervin            | Virginia Squires  | 21        | 3         | 9         | 0         | 1         | 3         | 4         | 5         | 3   | 0   | 0   | 1  | 9   |
| Jim Eakins               | Virginia Squires  | 21        | 1         | 4         | 0         | 0         | 0         | 0         | 4         | 4   | 2   | 3   | 2  | 2   |
| Billy Paultz             | New York Nets     | lesionado | lesionado | lesionado | lesionado | lesionado | lesionado | lesionado | lesionado |     |     |     |    |     |
| Total                    |                   | 240       | 58        | 105       | 0         | 1         | 12        | 16        | 52        | 36  | 7   | 11  | 17 | 128 |
| Entrenador Babe McCarthy | Kentucky Colonels |           |           |           |           |           |           |           |           |     |     |     |    |     |

MIN: Minutos. TCA: Tiros de campo anotados. TCI: Tiros de campo intentados. 3PA: Tiros de 3 puntos anotados. 3PI: Tiros de 3 puntos intentados. TLA: Tiros libres anotados. TLI: Tiros libres intentados. REB: Rebotes. AST: Asistencias.ROB: Robos de balón. TAP: Tapones. FP: Faltas personales. PTS: Puntos